# Mehdi Boudjemaa
Mehdi Btte
oudjemaa (Cergy, 1998. április 7. –) algériai–francia labdarúgó, a Hatayspor támadó védekező
.

## Pályafutása
Boudjemaa a francia Beauvais, Strasbourg és Guingamp csapatainak akadémiáin nevelkedett; utóbbi csapatban mutatkozott be a francia másodosztályú labdarúgó-bajnokságban 2019. augusztus 9-én egy US Orléans elleni mérkőzésen. 2020 és 2021 között kölcsönben a francia harmadosztályú Quevilly-Rouen és a Stade Lavallois csapataiban futballozott. 2021 nyarán szerződtette őt a Guingamp csapatától a török élvonalbeli Hatayspor csapata; a török bajnokságban 2021. augusztus 14-én mutatkozott be a Kasımpaşa ellen. 2023 februárjában kölcsönvette a Ferencváros csapata.

## Sikerei, díjai
Ferencvárosi TC
- Magyar bajnok: 2022–23[5]